# Drau (Schiff, 1919)
Die Drau, ex Marietta Nomikos, ex Taransay, war ein in Schottland gebautes Frachtschiff, das ab 1919 unter britischer, ab 1933 unter griechischer und zuletzt ab 1941 unter deutscher Flagge fuhr und 1945 mit einer Ladung Giftgasmunition im Skagerrak versenkt wurde.

## Bau und technische Daten
Das Schiff wurde von der Werft Napier & Miller in Old Kilpatrick bei Glasgow mit der Baunummer 221 auf Kiel gelegt. Es war noch während des letzten Kriegsjahres vom britischen Shipping Controller bestellt worden und sollte den Namen War Teasel erhalten. Das Schiff wurde gemäß der standardisierten Baupläne des Typs „A“ der sogenannten War-Schiffe (war-ships) als Schüttgut-Frachtschiff ohne Zwischendeck in Dreiinsel-Auslegung gebaut. Es war knapp 126 m lang und 16 m breit und hatte voll beladen einen Tiefgang von 8,5 m. Mit 5241 BRT und 3200 NRT hatte es eine Tragfähigkeit von rund 8175 tdw. Eine Drei-Zyinder-Dreifach-Expansions-Dampfmaschine von D. & W. Henderson & Co. in Glasgow leistete 369 NHP und ermöglichte über eine Schraube eine Geschwindigkeit von 10,5 Knoten.

## Vorkriegsjahre
Wegen des Kriegsendes im November 1918 wurde das Schiff nicht mehr vom Shipping Controller benötigt und wurde noch auf der Helling an die von Benjamin John Sutherland (1833–1901) gegründete und von dessen Sohn Arthur Munro Sutherland (1867–1953) geleitete Reederei B. J. Sutherland & Co. in Newcastle upon Tyne verkauft. Das Schiff lief am 13. April 1919 mit dem Namen Taransay, benannt nach der schottischen Insel Taransay, vom Stapel und wurde am 27. Mai 1919 mit der Official Number 142833 in Dienst gestellt und in die Sutherland-Tochtergesellschaft Isles Steam Shipping Co. aus Newcastle eingebracht. 1923 wurde das Schiff an eine andere Tochterfirma, die Sutherland Steamship Co. in Newcastle, verschoben. 1933 verkaufte Sutherland das Schiff nach Griechenland an die Reederei Petros M. Nomikos Ltd. in Piräus, die es unter dem neuen Namen Marietta Nomikos in Dienst stellte. 1939 verkaufte die Nomikos das Schiff an Emmanuel A. Karavias in Piräus, bereederte es jedoch weiterhin selbst.

## Zweiter Weltkrieg
Am 25. Oktober 1939 lief die Marietta Nomikos mit einer für Ägypten bestimmten Ladung Telegrafenstangen aus Stockholm aus, um nach Alexandria zu fahren. Am Morgen des folgenden Tags wurde sie in der südlichen Ostsee zwischen Gotland und Öland von einem Flugzeug der Küstenfliegergruppe 906 gesichtet und daraufhin vom Vorpostenboot V 101 gestoppt, untersucht, mit einem Prisenkommando besetzt und am 27. Oktober nach Pillau eingebracht. Dort wurde das Schiff am 29. Oktober zur Prise erklärt und danach über Kiel nach Hamburg verlegt, wo es am 12. November eintraf und der Kriegsmarinedienststelle (KMD) Hamburg unterstellt wurde. Schiff und Ladung wurden am 16. Februar 1940 vom Prisenhof Hamburg freigelassen, da sich weder Griechenland noch Ägypten im Kriegszustand mit dem Deutschen Reich befanden. Nach Einspruch des Reichskommissars beim Prisenhof wurde das Schiff schließlich am 11. Januar 1941 von der KMD Hamburg erfasst und für „Transporte zu Gunsten des Reiches“ der Hamburger Reederei Leth & Co. (Besitzer Ludwig Müller) zugewiesen. Nachdem das Deutsche Reich am 6. April 1941 Jugoslawien und Griechenland angegriffen hatte, zog der Oberprisenhof Berlin am folgenden Tag Schiff und Ladung endgültig als gute Prise ein.
Die Marietta Nomikos wurde daraufhin am 17. Juni 1941 in Drau umbenannt, am 20. Juni für die KMD Hamburg in das Seeschiffsregister Hamburg eingetragen, am 4. August von der Kriegsmarine an das Seeschifffahrtsamt im Reichsverkehrsministeriums abgegeben und unter Handelsflagge und von Leth & Co. bereedert eingesetzt. Ein Jahr später, am 1. August 1942, wurde die Drau dann an Leth & Co. zur freien Bewirtschaftung übergeben.
Während seiner Dienstzeit unter deutscher Flagge erlitt das meist als Erztransporter von Narvik in Nordnorwegen nach Deutschland eingesetzte Schiff mehreren Havarien:
- Am 8. August 1943, mit einer Ladung Eisenerz aus Narvik kommend, strandete es auf dem Halsskov-Riff bei Korsør im Großen Belt. Am 11. August begannen die Bergungsarbeiten mit dem Leichtern der Ladung, und am Abend brachten insgesamt acht Schlepper das Schiff wieder frei.
- Nur zwei Wochen später, am 25. August 1943, erlitt die Drau durch Grundberührung bei der dänischen Insel Hesselø im Kattegat starke Schäden und musste zur Reparatur nach Sandefjord in Norwegen geschleppt werden.
- Am 31. Januar 1944 verlor die Drau gegen 05.00 Uhr früh im Puddefjord, einem Seitenarm des Byfjords südwestlich des Stadtzentrums von Bergen, ihren Anker und wurde auf einen Felsen getrieben. Sie schlug leck, brach ihr Ruder ab, beschädigte ihre Schraube und durch den Druck der Schraubenwelle ins Schiffsinnere auch ihre Maschine. Die Schäden waren so erheblich, dass man mit einem Werftaufenthalt von mindestens neun Monaten rechnete. Erst am 23. Mai 1944 wurde der Havarist dann nach Flensburg geschleppt und dort ohne Schraube, Ruder usw. aufgelegt.

## Ende
Die manövrierunfähige Drau wurde am 26. Juli 1944 dem Wehrwirtschaftsführer Ludwig Müller, Besitzer der Reederei Leth & Co., zum Kauf angeboten und ging am 3. Februar 1945 gegen Zahlung von 192.000 RM in den Besitz von Leth & Co. über. Reparaturen wurden nicht mehr durchgeführt. Die KMD Hamburg charterte den weiterhin beschädigt in Flensburg liegenden Frachter am 30. März als Lagerschiff, und so erlebte die Drau das Ende des Kriegs.
Sie wurde im September 1945 von den britischen Besatzungsbehörden für das Ministry of War Transport beschlagnahmt und in Flensburg mit 8000 Tonnen Gasmunition beladen. Am 13. Oktober wurde sie aus Flensburg hinaus und ins Skagerrak geschleppt und dann am 17. Oktober 1945, im Zuge der „Operation Davy Jones’ Locker“, etwa 25 Seemeilen ostsüdöstlich von Arendal durch Sprengladungen versenkt.
Koordinaten: 58° 14′ 19″ N, 9° 27′ 0″ O